# Eugène Venance Guichard
Eugene Venance Guichard, né le 27 décembre 1883 à La Rouxière et mort le 2 mars 1937 à Tsingchowfu, est un prélat catholique français. 

## Biographie
En 1932, il est nommé préfet apostolique de Yiduxian (es).